# Brad Dexter
Brad Dexter, właśc. Veljko Šošo (serb. Вељко Шошо; ur. 9 kwietnia 1917 w Goldfield w stanie Nevada, zm. 12 grudnia 2002 w Rancho Mirage w stanie Kalifornia) – amerykański aktor pochodzenia serbskiego.
Powszechną rozpoznawalność zyskał rolą Harry’ego Lucka, jednego z tytułowych bohaterów westernu Johna Sturgesa Siedmiu wspaniałych (1960). W przeciwieństwie do większości z pozostałych aktorów grających w tym filmie nie udało mu się jednak zrobić wielkiej kariery. Ma na koncie kilkadziesiąt ról drugoplanowych, a od końca lat 70. praktycznie w ogóle nie grał.
Zmarł w swoim domu w Rancho Mirage w wieku 85 lat, w następstwie choroby płuc. Jest pochowany na cmentarzu Desert Memorial Park w Cathedral City.

## Wybrana filmografia
- Sindbad Żeglarz (1947) jako Muallin
- Asfaltowa dżungla (1950) jako Bob Brannom
- Czternaście godzin (1951) jako reporter
- Makao (1952) jako Vincent Halloran
- Siła uczuć (1955) jako porucznik Christian
- Krwawa sobota (1955) jako Gil Clayton
- Między niebem a piekłem (1956) jako Joe Johnson
- Dramat w głębinach (1958) jako Gerald Cartwright
- Ostatni pociąg z Gun Hill (1959) jako Beero
- Siedmiu wspaniałych (1960) jako Harry Luck
- X-15 (1961) jako mjr Anthony Rinaldi
- Taras Bulba (1962) jako Shilo
- Królowie słońca (1963) jako Ah Haleb
- Zaproszenie dla rewolwerowca (1964) jako Kenarsie
- Na oślep (1965) jako detektyw Harrigan
- Najodważniejsi z wrogów (1965) jako sierż. Bleeker
- Ekspress Von Ryana (1965) jako sierż. Bostick
- Szampon (1975) jako senator Joe East
- Kojak (1973-78; serial TV) jako Arnie Naylor (gościnnie, 1975)
- Mściciel (1976) jako burmistrz Bradford
- Wizyty domowe (1978) jako Quinn
- Zimowe zabójstwa (1979) jako kpt. Heller Pierwszy